# Сурков, Константин Александрович
Константин Александрович Сурков (род. 30 июля 1960) — российский офицер-подводник, капитан 1-го ранга, заместитель начальника отдела специалистов — старший специалист войсковой части Министерства обороны Российской Федерации, Герой Российской Федерации.

## Биография
Родился 30 июля 1960 года в городе Уфа в семье служащих. Русский. Мать — Нина Николаевна — преподавала в Уфимском финансовом техникуме. Окончил уфимскую среднюю школу № 7 в 1977 году. Одновременно в 1974—1977 годы занимался в Уфимской морской школе ДОСААФ.
В Военно-Морском Флоте с 1977 года. В 1982 году окончил Тихоокеанское высшее военно-морское училище имени адмирала С. О. Макарова. Службу проходил на атомных подводных лодках Тихоокеанского флота. В 1982—1984 годах — командир минно-торпедной боевой части атомного подводного крейсера стратегического назначения, в 1984—1986 годах — помощник командира того же крейсера. 
Участник многих дальних походов и боевых служб. Внес большой вклад в совершенствование способов боевого применения минно-торпедного оружия атомных подводных крейсеров стратегического назначения. В 1986—1989 годах — слушатель, в 1989—1993 годах — специалист, в 1993—2008 годах — старший специалист войсковой части № 45707. В 1999 году окончил Военно-морскую академию имени Н. Г. Кузнецова. С 2008 года — заместитель начальника отдела специалистов — старший специалист той же войсковой части. Участвовал в государственных испытаниях многих образцов новой боевой техники и вооружения. Кандидат военных наук.
Указом Президента Российской Федерации от 21 апреля 2008 года за мужество и героизм, проявленные при выполнении специального задания, связанного с риском для жизни капитану 1-го ранга Суркову Константину Александровичу присвоено звания Героя Российской Федерации с вручением знака особого отличия — медали «Золотая Звезда». 
С 2010 года находится в запасе. Работает гражданским специалистом в своей воинской части. Живёт в городе Санкт-Петербург. 
Награждён орденом «За личное мужество», медалями; нагрудными знаками «Командир подводной лодки» и «За дальний поход».